# Isola Contadora
L'isola Contadora (in castigliano Isla Contadora) è un'isola di Panama che si trova nell'arcipelago delle Perle nel golfo di Panama. Una delle destinazioni turistiche più costose e desiderate della Americhe, l'isola Contadora possiede un aeroporto regionale (codice IATA: OTD), e si svolgono voli commerciali con piccoli aerei a turboelica da e verso Panama e il resto delle isole nell'arcipelago.

## Storia
L'isola di Contadora era il luogo dove gli spagnoli facevano la contabilità delle perle raccolte in quella zona dell'oceano Pacifico, da dove venivano spedite verso il continente, e dopo un periglioso viaggio attraverso la selva, verso il grande emporio commerciale di Portobelo e da questo si imbarcavano le merci verso il mare dei Caraibi e dopo lo scalo nell'isola di Hispaniola si salpava verso l'Europa.
Nel 1980, l'ultimo Scià di Persia, Mohammad Reza Pahlavi, prese residenza nell'isola di Contadora, nel periodo dal suo esilio dal potere fino alla morte.
Gli accordi di pace di Contadora, che posero la fondazione per la pace in Centro America (ponendo fine ai conflitti in El Salvador, Nicaragua e Honduras), vennero negoziati in quest'isola durante gli anni ottanta. Da questi accordi deriva il nome Gruppo di Contadora.